# Neža Ema Mikec
Neža Mikec, sestra Ema, slovenska vezilja, * 9. januar 1877, Leskovec, † 2. marec 1967, Radovljica.   

## Otroštvo
Neža Ema je bila rojena v verni družini 9. januarja 1877 v Leskovcu pri Novem mestu.Njena mati je bila kmetica Marija Gričar, njen oče pa kmet Jurij Mikec.Ljudsko šolo je najprej obiskovala v Veliki Brusnici, nato pa v samostanski šoli šolskih sester de Notre Dame v Šmihelu pri Novem mestu.V Šmihelu se je med drugim učila tudi vezenja.Leta 1892 je začela obiskovati zasebno žensko učiteljišče šolskih sester Kristusa Kralja v Mariboru.

## Delo
Leta 1896 je vstopila v samostan šolskih sester Kristusa Kralja.Leta 1897 je naredila izpit za šolsko vzgojiteljico.Leta 1899 je začela delati v vezilnici šolskih sester Kristusa Kralja v Mariboru.Med letoma 1903 in 1904 se je tehnično izpopolnila na umetnoobrtni šoli Marijinih sester na Dunaju.Leta 1907 je prevzela vodstvo samostanske vezilnice v Mariboru in jo dvignila na visoko tehnično in estetsko raven.Izdelkih, ki so bili v vezilnici izdelani v prvem desetletju njenega vodenja, kažejo veliko spretno uporabljenih veziljskih tehnik, estetsko pa niso tako dovršeni. Po prvi svetovni vojni je začela sodelovati z umetnico Heleno Kottler Vurnikin njenim možem arhitektom Ivanom Vurnikom.Dela ki ju je ustvarila v sodelovanju z njima s preprostimi sredstvi dosegajo elementarno monumentalnost.Zlasti tehnika aplikacije, ki je bila iz veziljstva na Slovenskem docela izginila, je v delih po načrtih Helene in Ivana prenovljena zaživela.Pri delih so bile uporabljene najrazličnejše vezilne tehnike.Dela, ki so v mariborski vezilnici nastala pod vodstvom Neže Eme, so vrhunec slovenskega veziljstva tako po umetniški zasnovi, ki je v svetovni produkciji čisto osamljena, kakor po izredno popolni tehnični izvršitvi.

## Poznejše življenje
Po drugi svetovni vojni so bile mnoge šolske sestre zaprte ali pregnane.Samostanska vezilnica v Mariboru je še naprej delovala, vendar v mnogo manjši obliki.Neža Ema je umrla 2. marca 1967 v Radovljici.

## Najboljša dela
Najboljša dela, ki so v vezilnici šolskih sester nastala pod vodstvom Neže Eme, so:   
- orlovske zastave za Teharje (1919), po načrtih Helene Kottler Vurnik[3]
- ornat za Selca (1919); po načrtih Ivana Vurnika[3]
- nébes za Št. Peter v Ljubljani (1921); po načrtih Ivana Vurnika[3][6]
- ornat za jezuitsko cerkev v Ljubljani (1922); po načrtih Helene Kottler Vurnik[3]
- ornat za zlato mašo škofa Antona Bonaventure Jegliča (1923); po načrtih Helene Kottler Vurnik[8][3][6]
- mašni plašč sv. Frančiška za Franca Kimovca (1928, višek aplikacijske tehnike); po načrtih Helene Kottler Vurnik[3][6]
- antipendiji za Domžale (1928), Marijanišče v Ljubljani (1932) in frančiškansko cerkev v Mariboru (1932); po načrtih Ivana Vurnika[3]
- pluvial in velum za Predoslje (1929); po načrtih Helene Kottler Vurnik[3]
- zastavi Marijine družbe v Ptuju (1930) in Konjicah (1931); po načrtih Helene Kottler Vurnik[3]
- blejska cerkvena zastava (1932); po načrtih Helene Kottler Vurnik[3]
- zastava šentpetrske Marijine družbe v Ljubljani (1933); po načrtu umetnika Slavka Pengova[3]
- zastava Marijine družbe v Šiški (1933, »žena v sonce odeta«); po načrtih Helene Kottler Vurnik[3][6]
- zastava prosvetnega društva v Komendi po načrtih Ivana Vurnika[3]
- plašča Srca Jezusovega za Ihan in Kristusa Kralja za Šmartin pri Slovenj gradcu; po načrtih Helene Kottler Vurnik[3]
- zastava Srca Jezusovega za Cleveland; po načrtih Helene Kottler Vurnik[3]
- mašni plašč Srca Jezusovega za Kansas City; po načrtih Helene Kottler Vurnik[3]
- Marijino oznanjenje (last Kobijeve rodbine na Borovnici) po načrtih Helene Kottler Vurnik[3]